# 大泉水库
大泉水库是中国江苏省南京市六合区境内的一座水库，位于耿跳河上，建于1958年。水库正常库容为435万立方米，集雨面积为21平方千米，海拔为25.57米。